# CFE 1–9
Die Lokomotiven Nr. 1 bis 9 der Compagnie de Chemin de Fer Franco-Ethiopien de Jibuti à Addis Abeba (CFE) waren von der Schweizerische Lokomotiv- und Maschinenfabrik (SLM) entwickelte meterspurige Schlepptenderlokomotiven, die hauptsächlich auf dem unteren wenig steigungsreichen Streckenabschnitt der Bahnstrecke Dschibuti–Addis Abeba eingesetzt waren.

## Geschichte
Die Compagnie Impériale des Chemins de fer Ethiopiens (CIE), Vorgängergesellschaft der CFE, bestellte für den ersten 106 km langen Streckenabschnitt Dschibuti–Dauenlé sechs Lokomotiven bei der SLM. Sie wurden als Lokomotiven mit Achsfolge 1’C und vierachsigem Tender ausgeführt. Die ersten vier Lokomotiven waren mit einem Zwei-Zylinder-Nassdampf-Triebwerk versehen, die zwei restlichen waren bereits Überhitzer. Eine der Lokomotiven war an der Weltausstellung 1900 in Paris zu sehen. Zwei weitere Lokomotiven sollten 1901 folgen, um die bis nach Dire Dawa verlängerte Strecke zu betreiben, aber das Schiff mit den Lokomotiven versank auf dem Weg nach Äthiopien im Meer.

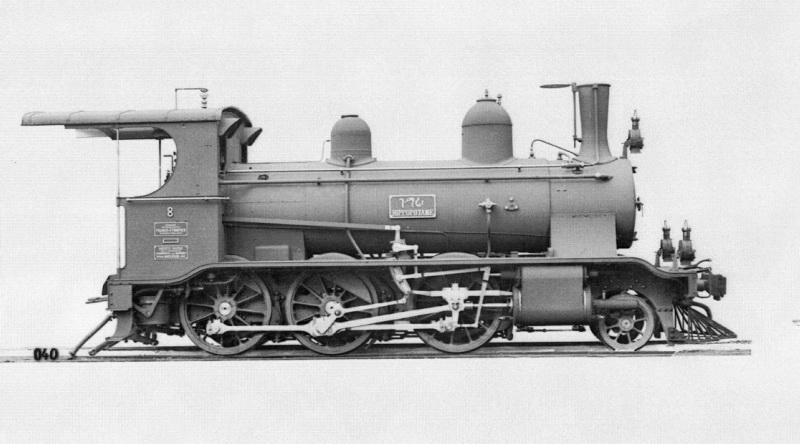
Nr. 8 Hippopotame

Im Jahre 1912 wurden drei neue Lokomotiven für die CFE gebaut – zwei als Ersatz für die Untergegangenen und eine zusätzliche. Die Dachform des Führerhauses war bei diesen Lokomotiven gegenüber der ersten Serie leicht geändert.
Die ersten vier Lokomotiven mit Nassdampf-Triebwerk schieden bereits in den 1930er Jahren aus dem Betrieb aus und wurden verschrottet. Ihre Tender wurden für die Ende der 1930er Jahre gelieferten 1’D-Lokomotiven mit den Nr. 414 bis 419 weiter verwendet.
Die letzte Lokomotive der Baureihe wurde anfangs der 1950er Jahre abgestellt.

## Aufstellung der Namen und Fabriknummern
| Nummer | Namen       | Baujahr | Fabriknummern |
| ------ | ----------- | ------- | ------------- |
| 1      | Lion        | 1899    | 1213          |
| 2      | Léopard     | 1899    | 1214          |
| 3      | Panthère    | 1899    | 1215          |
| 4      | Buffle      | 1899    | 1216          |
| 5      | Rhinocéros  | 1900    | 1224          |
| 6      | Antilope    | 1900    | 1225          |
| 7      | Elephant    | 1901    | 1381 *)       |
| 7      | Elephant    | 1912    | 2295          |
| 8      | Hippopotame | 1901    | 1382 *)       |
| 8      | Hippopotame | 1912    | 2296          |
| 9      | Fauve       | 1912    | 2297          |